# The Amazing Spider-Man 2 (игра, 2014)
The Amazing Spider-Man 2 (рус. Удивительный Человек-паук 2, в России известна как «Новый Человек-паук 2») — компьютерная игра в жанре action-adventure с открытым миром, основанная на одноимённом фильме о супергерое Человеке-пауке. The Amazing Spider-Man 2 вышла на платформах Xbox 360, PlayStation 3, PlayStation 4, Xbox One, Nintendo 3DS, и PC 29 апреля 2014 года. Действие игры разворачивается после событий первой игры 2012 года.
Игра была разработана студией Beenox, ответственной за три предыдущие игры о Человеке-пауке — Spider-Man: Shattered Dimensions, Spider-Man: Edge of Time и The Amazing Spider-Man; выпущена Activision.

## Персонажи
| Игровой персонаж            | Злодеи                            | Второстепенные персонажи             |
| --------------------------- | --------------------------------- | ------------------------------------ |
| Питер Паркер / Человек-паук | Герман Шульц / Шокер              | тётя Мэй Паркер                      |
| Питер Паркер / Человек-паук | Фелиция Харди / Чёрная кошка      | дядя Бен Паркер (камео)              |
| Питер Паркер / Человек-паук | Сергей Кравинов / Крейвен-охотник | Дэннис Кэррадайн                     |
| Питер Паркер / Человек-паук | Уилсон Фиск / Кингпин             | Дональд Менкен                       |
| Питер Паркер / Человек-паук | Максвелл Диллон / Электро         | Джей Джона Джеймсон (камео)          |
| Питер Паркер / Человек-паук | Гарри Осборн / Зелёный гоблин     | Джин ДеВулфф                         |
| Питер Паркер / Человек-паук | Клетус Кэссиди / Карнаж           | Дмитрий Смердяков / Хамелеон (камео) |
| Питер Паркер / Человек-паук | Гвен Стэйси (упоминание)          |                                      |

## Сюжет
Питер Паркер уже год борется с преступностью в Нью-Йорке в образе Человека-паука, мотивированный смертью своего дяди Бена от руки преступника Денниса Кэррадайна. Возобновив поиски Кэррадайна, которого ему не удалось поймать год назад, Человек-паук выслеживает его по наводке Германа Шульца, одного из подрядчиков Кэррадайна. Однако Кэррадайн вскоре погибает от рук «Убийцы Карнажа», серийного убийцы, который охотится на других преступников. Человек-паук клянется поймать Убийцу Карнажа, чтобы тот предстал перед судом.
Позже Человек-паук останавливает банду Шульца и русскую мафию от разрушения здания, совершая налет на него в поисках современного оружия, которое поможет им выиграть войну за влияние, в которую они ввязались. Человек-паук спасает инженера-электрика по имени Макс Диллон, который боготворит его, и побеждает Шульца, который называет себя «Шокером» после кражи пары виброшоковых перчаток. Перед арестом Шокер рассказывает, что все крупные банды в городе теперь вовлечены в борьбу за власть и боятся Убийцы Карнажа. В ответ на атаку на Oscorp новый генеральный директор компании Гарри Озборн и миллиардер Уилсон Фиск объединяют усилия, чтобы профинансировать Усиленную оперативную группу по борьбе с преступностью — приватизированную полицейскую группу, предназначенную для борьбы с преступниками, а также с линчевателями, такими как Человек-паук. Однако Фиск намерен возглавить Oscorp, хотя и терпеливо ожидая, пока Гарри медленно умрет от болезни, которая убила его отца, Нормана Озборна.
Человек-паук начинает получать наставничество от Крейвена-охотника, который обучает его своим охотничьим приемам, чтобы помочь ему стать лучшим героем, одновременно работая вместе над выслеживанием Убийцы Карнажа. Используя информацию, которую Человек-паук извлекает из укрытий русской мафии, они вычисляют, где убийца нанесет следующий удар, но когда Крейвен советует отпустить Убийцу на свободу, чтобы Человек-паук мог продолжать учиться, охотясь на него, тот отвергает Крейвена и противостоит Убийце Карнажу. Раскрывая, что его настоящее имя Клетус Кэседи, Убийца утверждает, что он и Человек-паук очень похожи и должны объединить усилия, но вскоре терпт поражение и арестовывается. Кэседи доставляют в Рейвенкрофтский институт для душевнобольных преступников, где над ним проводят эксперименты с красным веществом под кодовым названием «Веном», первоначально предназначенным для лечения болезни Нормана Озборна.
После поимки Кэседи война банд резко прекращается, поскольку криминальный авторитет, известный как Кингпин, захватывает всю власть. Он посылает Фелицию Харди, бывшую грабительницу банков, которая обрела сверхспособности благодаря финансируемым им генетическим экспериментам, убить Человека-паука, но она отказывается это делать. Зная, что Кингпин попытается убить ее за неповиновение, Фелиция раскрывает Человеку-пауку его личность как Фиска, прежде чем скрыться. Чтобы узнать больше о деятельности Фиска, Человек-паук навещает Гарри в образе Питера, но обнаруживает своего старого друга больным. Гарри просит кровь Человека-паука, полагая, что ее можно использовать для разработки лекарства, но герой, опасаясь возможных побочных эффектов, отказывается дать ему её без надлежащих исследований. Гарри прогоняет Человека-паука и клянется найти другое решение.
Тем временем Крейвен заманивает Человека-паука в засаду, где рассказывает, что был нанят Фиском, чтобы убить его, и обучал его только для того, чтобы сделать из Человека-паука достойного противника. Потерпев поражение, Крейвен рассказывает, что именно Фиск отправил Кэседи на убийство, чтобы запугать жителей Нью-Йорка и заставить их поддержать его планы по перестройке города, а также ослабить соперников Фиска, чтобы он мог захватить власть. Человек-паук проникает в убежище Фиска, где побеждает его и пытается взломать его компьютер в поисках компрометирующих улик. Однако он вынужден уйти после того, как Макс Диллон сбегает из Рейвенкрофта (где он был заключен после странного несчастного случая, который превратил его в Электро) и вызывает отключение электричества. Человек-паук пытается урезонить Электро, который обвиняет его в том, что тот бросил его, но вынужден вступить с ним в бой, в результате чего последний погибает.
Позже, реагируя на нападение на Oscorp, Человек-паук с ужасом обнаруживает Гарри, который стал Зеленым гоблином после того, как ввел себе паучий яд Ричарда Паркера в надежде вылечиться. Человек-паук побеждает Гарри, которого смертельно ранит его собственный глайдер при попытке напасть на героя сзади. Тем временем Кэседи обнаруживает, как установить связь с симбиотом, которого ему ввели, и становится Карнажем. Он пытается сбежать из Рейвенкрофта, но терпит поражение от Человека-паука, обнаружившего слабость симбиота к огню. Раненый Кэседи умоляет Человека-паука убить его, но тот отказывается, напоминая ему, что они совсем не похожи. Впоследствии Кэседи снова попадает в тюрьму, а симбиот удаляется из его тела.
Навестив своего старого друга Стэна, Питер вдохновляется идеей стать таким, каким его хотел бы видеть дядя Бен, и возобновляет свою нескончаемую борьбу с преступностью. Тем временем Фиск возглавляет Oscorp и решает продолжать финансировать Целевую группу в одиночку, прежде чем его посещает Хамелеон, который выдает себя за помощника Гарри Дональда Менкена, чтобы наблюдать за экспериментами Фиска в Рейвенкрофте. Когда Хамелеон спрашивает, каков их следующий шаг, Фиск заявляет, что «теперь начинается настоящая работа».

## Восприятие
| Сводный рейтинг    | Сводный рейтинг                                                                       |
| Агрегатор          | Оценка                                                                                |
| ------------------ | ------------------------------------------------------------------------------------- |
| GameRankings       | iOS: 57,50 % PS4: 50,57 %                                                             |
| Metacritic         | iOS: 58/100 PC: 57/100 PS3: 57/100 PS4: 49/100 WIIU: 58/100 X360: 55/100 XONE: 46/100 |
| Иноязычные издания |                                                                                       |
| Издание            | Оценка                                                                                |
| Destructoid        | 6/10                                                                                  |
| Eurogamer          | 2/10                                                                                  |
| GameSpot           | 5/10                                                                                  |
| GamesRadar+        | [ 12 ]                                                                                |
| GameTrailers       | 5,3/10                                                                                |
| IGN                | 5,4/10                                                                                |
| Joystiq            | [ 15 ]                                                                                |
| OXM                | 7/10                                                                                  |
| PC Gamer (UK)      | 55/100                                                                                |
| Polygon            | 6/10                                                                                  |
| TouchArcade        | iOS:                                                                                  |

Игра получила смешанные отзывы от критиков и игроков, причем бо́льшая часть критики была направлена на графику, сюжет и баги. На Metacritic версия игры для iOS имеет совокупный взвешенный рейтинг 58 из 100 на основе 14 отзывов, версия игры для PlayStation 3 — 57 из 100 на основе 4 отзывов, а версия игры для PlayStation 4 — 49 из 100 на основе 44 отзывов.
Версии для Xbox 360 и PlayStation 3 были оценены как «уступающие» версиям для PlayStation 4 и Xbox One, в основном из-за того, что версии для старых консолей страдали от плохого освещения, падения частоты кадров и плохой детализации текстур. Версия игры для PS4 получила оценку 5,4 из 10 от IGN. Версия игры для Xbox One получила оценку 5,5 из 10 от Digital-Tutors, заявив: «...она просто не отполирована, и на основании многих проблем, которые мы обнаружили в игре, кажется, что ее собрали в спешке, пытаясь выпустить к выходу фильма».
Баджо и Хекс из ABC's Good Game сочли игру разочаровывающей и поставили ей 4 из 10, причем Хекс сказала: «Это похоже на плохую копию The Amazing Spider-Man, из которой убрали большинство хороших моментов».
Дэн Уайтхед из Eurogamer оценил игру на 2 балла из 10, сказав: «Как будто часть меня умерла». Уайтхед был очень разочарован игрой, поскольку, будучи большим поклонником Человека-паука, он почувствовал, что игра не предоставляет игроку никакого существенного удовольствия, в то время как прошлые игры про Человека-паука хотя бы что-то предоставляли. Уайтхед сказал: «Забитый неубедительным геймплеем и растоптанный технической халтурой, на этот раз Спайди не был уничтожен Зловещей шестёркой, а превратился в Ужасную двойку».
Том МакШи из GameSpot оценил игру на 5 из 10. МакШи назвал представление Человека-паука «приятным», ему понравились «удовлетворяющие» битвы с боссами, но раскритиковал управление, побочные задания и бои. МакШи подытожил свою рецензию, сказав: «Самый большой провал The Amazing Spider-Man 2 — это то, насколько знакомой она кажется. На самом деле, уже были другие игры с открытым миром, в которых Человек-паук проходил удивительно похожий путь. Поэтому здесь не было много сюрпризов, ничего такого, что выпрыгнуло бы и заставило меня обратить на себя внимание. Тем не менее, возможности провести время с Человеком-пауком было достаточно, чтобы я смог пережить различные проблемы, просто потому, что он — забавный персонаж. В конце концов, в „The Amazing Spider-Man 2“ нет ничего плохого. Но и хорошего в ней не так уж много».
Ричард Гришэм из GamesRadar был более позитивен, поставив игре 3 балла из 5. Он назвал бои «неглубокими, но приятными», похвалил коллекционные предметы, и ему понравился «занимательный, весёлый» сюжет. Однако ему показалось, что игра устарела, ему не понравилось управление и разнообразие миссий.
В своей рецензии для Polygon Джастин МакЭлрой поставил игре оценку 6 из 10 и написал: «Я смирился с тем, что, вероятно, никогда не будет по-настоящему великой игры про Человека-паука. Если удручающая The Amazing Spider-Man 2 является хоть каким-то признаком, Activision и Beenox, возможно, пришли к такому же выводу. Есть игры про Человека-паука намного хуже, чем эта. Но я не могу припомнить ни одной, которая была бы так концептуально близка к величию, чтобы плохое исполнение вернуло её на землю».